# لامبسهایم
لامبسهایم (به آلمانی: Lambsheim) یک شهر در آلمان است که در راین-پفلاتس-کرایس واقع شده‌است.

## خواهرخوانده
شهرهای Saint-Georges-sur-Baulche و Wörlitz خواهرخوانده‌های لامبسهایم هستند.